# Gluta laccifera
Gluta laccifera är en sumakväxtart som först beskrevs av Jean Baptiste Louis Pierre, och fick sitt nu gällande namn av Ding Hou. Gluta laccifera ingår i släktet Gluta och familjen sumakväxter. Inga underarter finns listade i Catalogue of Life.